# Le Banana Split (canción)
"Le Banana Split" es el primer sencillo de la cantante pop belga Lio. Fue un gran éxito cuando se lanzó por primera vez en 1979, vendiendo 700.000 copias. Bajo el disfraz de una evocación del Banana Split, postre helado de plátano, es de hecho engañosamente inocente: la letra tiene un evidente doble significado sexual. Lio tenía 16 años en ese momento, en un período de liberación, tanto su voz ácida como su edad, a medio camino entre la adolescencia y la niñez, correspondía perfectamente a los dos niveles de lectura del texto. 
Ariola lanzó este título por razones económicas: tenía que producir a artistas belgas antes de finales de 1979 para beneficiarse de exenciones fiscales. La discográfica (Ariola) no creía en el éxito que tendría Banana Split. Esta canción fue versionada por primera vez por el grupo Apy en 1999 y en 2004, por Sandra Lou. Hoy en día se considera la canción característica de Lio.
La banda Les Fatals Picards hizo un cover con Lio cantando su éxito Banana Split.

## Letra
La letra "Le Banana Split" tiene doble sentido y trata sobre el sexo oral . En una entrevista en una radio belga en 2012, Lio habló sobre su álbum de debut. Jay Alanski, uno de los coautores de esta canción, dijo que Lio, que tenía dieciséis años cuando se lanzó el sencillo, era totalmente consciente del tema sexual de la canción cuando la grabó.
"Le Banana Split" fue remezclado en 1995 y relanzado para promocionar el álbum de grandes éxitos de Lio, Peste Of! https://www.discogs.com/es/release/126059-Lio-Peste-Of-.

## Actuaciones en vivo
En 1996, Lio realizó una versión punk de "Le Banana Split" en el programa de televisión francés " Taratata ".
En 2009, Lio realizó una versión mayormente acústica de "Le Banana Split" en el programa de televisión francés TV5 Acoustic .
En 2012, Lio realizó "Le Banana Split" durante la gira "RFM Party 80" respaldada por la pista instrumental original. También lo realizó en vivo con Phantom, la banda de punk belga con la que estaba grabando y haciendo giras en ese momento.

## Formatos de lanzamiento
El sencillo fue lanzado en un sencillo de vinilo regular de 7 " respaldado con la canción" Teenager "y en un maxi vinyl de 12" en una versión disco extendida.
Está disponible en CD en varias compilaciones de Lio como Les Pop Songs y Je garde quelques images ... pour mes vies postérieures , así como en la reedición de 2005 de su álbum debut de Ze Records (junto con la versión disco extendida y el lado b "Teenager").

## Charts
| Ranking (1980)   | Mejor posición |
| ---------------- | -------------- |
| Francia ( SNEP ) | 1              |

## Covers
- Grabado por Kim Kay en su álbum de 1998 La Vie en lilali .[12]
- En 2004, La presentadora de radio y televisión francesa Sandra Lou lanzó su versión de portada como sencillo.[13]
- En 2018, La banda Les Fatals Picards hizo un cover con Lio interpretando la canción banana split como 1er extracto promocionando su álbum Espèces Menacées.[4]